# Macrosia natalica
Macrosia natalica är en fjärilsart som beskrevs av Heinrich Benno Möschler 1872. Macrosia natalica ingår i släktet Macrosia och familjen björnspinnare. Inga underarter finns listade i Catalogue of Life.